# Гуго I (граф Нордгау)
Гуго I (ум. 940) — граф Нордгау, Ортенау и Ааргау. Также называл себя графом Гогенбурга. Отец Гунтрама Богатого — родоначальника Габсбургов.
Если в нумерации учитывать герцогов Эльзаса — то Гуго V.
Сын Эберхарда III — графа Нордгау и Ааргау, и его жены Аделинды.
Наследовал отцу не позднее 910 года. Присоединил к своим владениям графства Эгисхайм, Гогенбург, а после женитьбы — и Феррету.
Был фогтом аббатства Лура. В этом монастыре он провёл свои последние дни, приняв монашеский постриг, и умер в 940 году.
Жена — Хильдегарда Ферретская. Дети:
- Эберхард IV, граф Нордгау
- Гуго II (VI), граф фон Эгисхайм
- Гунтрам Богатый (ум. 970), граф Зундгау и Ааргау, родоначальник Габсбургов
- Адель или Аликс (ум. 961), жена Райнера (Регинара) III де Эно.